# Aki (wielerploeg)
Aki was een Italiaanse wielerploeg actief in de jaren 1989 tot en met 1997. Aki, een bedrijf dat sportkleding maakt, nam in 1995 de sponsoring over met Gipiemme [uitspraak: dʒi'pjɛmeː] en Safi als cosponsors. Het was een voortzetting van Jolly Componibili-Cage, een ploeg die in 1989 begon als Jolly Componibili-Club 88 (een fabrikant van keukens en een keten van resorts). Ploegmanager was Marino Basso, zelf een roemrijk wielrenner. 
Jolly Componibili, later Aki, behaalde enkele ritzeges in de Ronde van Italië en Ronde van Spanje. In hoofdzaak werden deze behaald door haar twee sterke sprinters: de Rus Dmitri Konysjev en de Italiaan Endrio Leoni. Die laatste heeft negentig procent van het bestaan voor de ploeg gereden. Tijdens het laatste seizoen, 1997, werd Nicola Miceli vierde in het eindklassement van de Ronde van Italië (dat jaar gewonnen door Ivan Gotti van Saeco–Estro–AS Juvenes). 
In 1993 reed de Nederlandse baanwielrenner Peter Pieters één jaar voor Jolly Componibili. Pieters won dat jaar de Zesdaagse van Bremen met de Zwitser Urs Freuler. 
Toen de ploeg na het seizoen 1997 ophield te bestaan, stapten de meeste renners over naar Vini Caldirola. 

## Ploegleiding
- Marino Basso: manager
- Roberto Amadio: ploegleider
- Mario Beccia: ploegleider
- Dario Mariuzzo: ploegleider
- Stefano Zanatta: ploegleider

## Belangrijkste overwinningen
1989
- 5e etappe Ronde van Italië: Stefano Giuliani

1990
- 3e etappe Ronde van Spanje: Silvio Martinello

1991
- 6e etappe Ronde van Zwitserland: Franco Vona

1992
- 1e en 11e etappe Ronde van Italië: Endrio Leoni

1993
- 5e en 12e etappe Ronde van Italië: Dmitri Konysjev
- Zesdaagse van Bremen: Peter Pieters (met Urs Freuler die geen ploeg had)

1994
- 4e etappe Ronde van Spanje: Endrio Leoni
- 1e etappe deel A en 5e etappe Ronde van Italië: Endrio Leoni

1995
- 16e etappe Ronde van Italië: Giuseppe Citterio
- 18e etappe Ronde van Italië: Denis Zanette

1996
- 4e etappe Ronde van Zwitserland: Andrej Teterioek
- 18e etappe Ronde van Spanje: Dmitri Konysjev

1997
- 1e etappe Tirreno-Adriatico: Endrio Leoni
- 5e etappe Ronde van Zwitserland: Serhij Hontsjar
- 18e etappe Ronde van Italië: Serhij Hontsjar